# مايكل لانغ (ملحن)
مايكل لانغ (بالإنجليزية: Michael Lang) هو مروج موسيقى ومنتج أسطوانات وملحن أمريكي، ولد في 11 ديسمبر 1944 في بروكلين في الولايات المتحدة.

## وصلات خارجية
- مايكل لانغ على موقع IMDb (الإنجليزية)
- مايكل لانغ على موقع ميوزك برينز (الإنجليزية)
- مايكل لانغ على موقع ديسكوغز (الإنجليزية)
- مايكل لانغ على موقع قاعدة بيانات الفيلم (الإنجليزية)